# Lasioglossum illinoense
Lasioglossum illinoense är en biart som först beskrevs av Robertson 1892. Den ingår i släktet smalbin och familjen vägbin. Inga underarter finns listade i Catalogue of Life. Arten finns i östra Nordamerika.

## Beskrivning
Det speciellt hos honan vida huvudet och mellankroppen är ljusblåa eller gröna. Clypeus är svartbrun på den övre halvan hos honan, gul hos hanen. Den undre är brun hos båda könen. Labrum och käkarnas spetsar är alltid gula hos hanen, och ibland hos honan. Antennerna är mörkbruna, undersidan på de yttre delarna rödbruna hos honan, klargula hos hanen. Benen är bruna med orangegula fötter på de fyra bakre benen. Vingarna är halvgenomskinliga med blekt gulbruna ribbor och vingfästen. Tergiterna och sterniterna på bakkroppen är rödbruna med genomskinligt gulbruna bakkanter. Behåringen är vitaktig och tämligen gles; hanen kan dock ha något kraftigare behåring i ansiktet under ögonen. Som de flesta smalbin är arten liten; honan har en kroppslängd på 4 till drygt 5 mm och en framvingelängd på drygt 3 till nästan 4 mm; motsvarande mått hos hanen är drygt 4 till nästan 5 mm för kroppslängden och drygt 3 mm för framvingelängden.

## Utbredning
Arten finns i östra Nordamerika från Nova Scotia i sydöstra Kanada till Mississippi och Georgia i USA. Österut når den till Kansas och Texas. Arten är sällsynt i Kanada, men mera vanlig i östra USA.

## Ekologi
Arten är polylektisk, den flyger till blommande växter från många olika familjer, som korgblommiga växter, ärtväxter, flockblommiga växter, rosväxter, oleanderväxter, kransblommiga växter, malvaväxter, brakvedsväxter, videväxter, sumakväxter, järneksväxter, kaprisväxter, lagerväxter, vallmoväxter, grobladsväxter, portlakväxter och ranunkelväxter.
Som de flesta arter i undersläktet (Dialictus) är Lasioglossum illinoense social, och bygger bo i jorden.